# 아시아 태평양

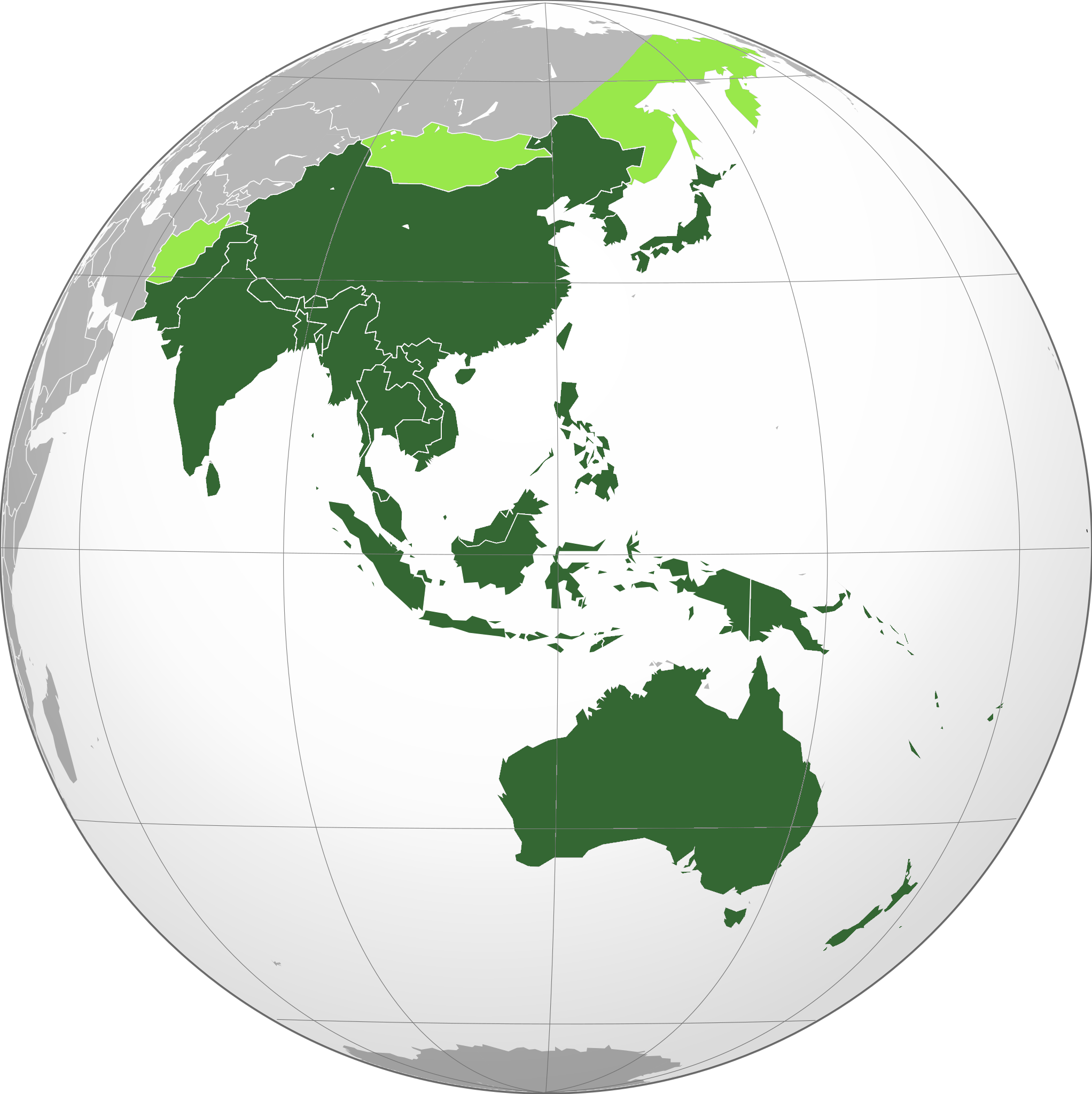
아시아 태평양 지역

아시아 태평양(亞細亞 太平洋, 영어: Asia-Pacific)은 태평양 서부 연안 지역을 가리키는 말이다. 동아시아, 동남아시아, 오스트레일리아, 오세아니아를 포함한다. 아태지역(亞太地域)이라고도 한다.
경우에 따라 남아시아나 중앙아시아, 서아시아, 러시아의 극동, 아메리카 대륙의 태평양 연안 국가를 포함하기도 한다. 예컨데 아시아 태평양 경제협력체에는 러시아와 캐나다, 미국, 멕시코, 페루, 칠레 등이 회원국으로 참여하고 있다.

## 국가 및 지역

### 아시아
| 남아시아 - 아프가니스탄 - 부탄 - 방글라데시 - 인도 - 몰디브 - 네팔 - 파키스탄 - 스리랑카 | 동아시아 - 중화인민공화국 - 홍콩 - 마카오 - 중화민국 - 일본 - 몽골 - 조선민주주의인민공화국 - 대한민국 | 동남아시아 - 브루나이 - 캄보디아 - 인도네시아 - 라오스 - 말레이시아 - 미얀마 - 필리핀 - 싱가포르 - 태국 - 동티모르 - 베트남 | 서아시아 - 바레인 - 이란 - 이라크 - 이스라엘 - 요르단 - 쿠르디스탄 - 쿠웨이트 - 레바논 - 오만 - 팔레스타인 - 카타르 - 사우디아라비아 - 시리아 - 아랍에미리트 - 예멘 | 중앙아시아 - 카자흐스탄 - 키르기스스탄 - 타지키스탄 - 투르크메니스탄 - 우즈베키스탄 |  |

### 오세아니아
| 멜라네시아 - 피지 - 솔로몬 제도 - 바누아투 - 누벨칼레도니 | 미크로네시아 - 추크주 - 괌 - 키리바시 - 마셜 제도 - 미크로네시아 연방 - 나우루 - 북마리아나 제도 - 팔라우 - 웨이크섬 | 오스트랄라시아 - 오스트레일리아 - 크리스마스섬 - 코코스 제도 - 노퍽섬 - 토러스 해협 제도 - 산호해 제도 - 애시모어 카르티에 제도 - 허드 맥도널드 제도 - 부건빌 - 뉴질랜드 - 파푸아뉴기니 - 서파푸아 | 폴리네시아 - 아메리칸사모아 - 쿡 제도 - 이스터섬 - 하와이 - 미드웨이 환초 - 존스턴 환초 - 하울랜드섬 - 팔미라 환초 - 킹먼 암초 - 베이커섬 - 틀:나라자료 살라스 이 고메스섬 - 프랑스령 폴리네시아 - 니우에 - 핏케언 제도 - 사모아 - 통가 - 토켈라우 - 투발루 - 왈리스 푸투나 |

## 같이 보기
- 아시아태평양연합
- 3국 협력 사무국
- 한-중앙아협력포럼사무국
- 중국-중앙아시아협력기구
- 동남아시아 국가 연합
- 남아시아 지역 협력 연합
- 걸프 협력 회의
- 걸프 아라비아반도 통일포럼
- 태평양 제도 포럼
- 태평양 공동체
- 폴리네시아 지도자 그룹
- 멜라네시아 선봉 그룹
- 중서부태평양수산위원회
- 남태평양지역수산관리기구
- 남태평양어업회의기구
- 아시아 협력 대화
- 아시아 이사회
- 아시아 태평양 우주 협력 기구
- 아시아 의회 총회
- 아시아 태평양 국회의원 연맹
- 아태지역 네트워크 정보센터
- 아시아 태평양 경제협력체 (Asia-Pacific Economic Cooperation, APEC)
- 아시아 태평양 이사회 (Asian and Pacific Council)
- 아시아 태평양 영화제
- 아시아 태평양 스크린 어워드
- 아시아 태평양 방송 연합
- 아시아 태평양 무역협정(Asia-Pacific Trade Agreement)
- 아시아 태평양 경제 사회 위원회(Economic and Social Commission for Asia and the Pacific)
- 환태평양
- 동아시아람사르지역센터
- 동북아시아지역자치단체연합
- 동아시아태평양중앙은행기구
- 동남아시아중앙은행기구
- 아시아태평양지역농촌종합개발센터
- 아시아 문화개발협력기구
- ALIA
- 아태지역 양식기구
- 아시아산림협력기구
- 아시아태평양식품규제기관장협의체
- 아시아식품연합
- 아시아커피연맹
- 경제 협력 기구
- 유라시아 경제 연합
- 상하이 협력 기구
- 아시아 통화 단위
- 아시아 결제 동맹
- 아시아 개발 은행
- 아시아 인프라 투자 은행